# Darlington (Missouri)
Darlington è un villaggio degli Stati Uniti d'America, situato nello Stato del Missouri, nella contea di Gentry.